# Matthew Sharp
Matthew Sharp (1989) es un deportista británico que compite en triatlón. Ganó dos medallas de bronce en el Campeonato Europeo de Triatlón, en los años 2014 y 2015.

## Palmarés internacional
| Campeonato Europeo | Campeonato Europeo  | Campeonato Europeo | Campeonato Europeo |
| Año                | Lugar               | Medalla            | Prueba             |
| ------------------ | ------------------- | ------------------ | ------------------ |
| 2014               | Kitzbühel (Austria) | Medalla de bronce  | Relevo mixto       |
| 2015               | Ginebra (Suiza)     | Medalla de bronce  | Relevo mixto       |